# Bivels
Bivels (en luxemburguès: Biwels; en alemany:  Bivels) és una vila de la comuna de Putscheid situada al districte de Diekirch del cantó de Vianden. Està a uns 39 km de distància de la ciutat de Luxemburg.

## Geografia

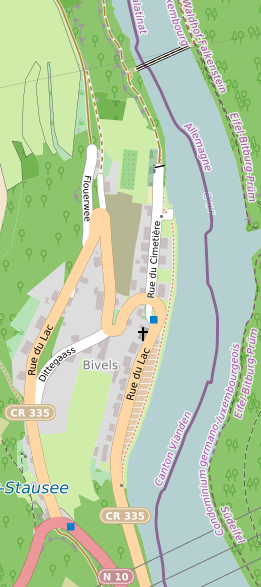
Mapa de Bivels

Bivels es troba a 3 km al nord de Vianen, al marge dret d'un llac artificial de 7 km de llarg riu Our, un afluent de l'Sûre, que forma aquí la frontera alemanya i defineix un enclavament de Luxemburg en territori alemany l'obertura del qual al costat sud està ocupada pel poble.